# Hittin' the Trail for Hallelujah Land
Pour plus de détails, voir Fiche technique et Distribution.
Hittin' the Trail for Hallelujah Land est un cartoon Merrie Melodies réalisé par Rudolf Ising en 1931.